# Frankie Valli
Frankie Valli (nascut Francesco Stephen Castelluccio, Newark (Nova Jersey), 3 de maig de 1934) és un cantant popular estatunidenc, conegut per ser el líder del grup Four Seasons. És famós pel seu potent falset. Alguns dels seus grans èxits amb el grup són Sherry, Big Girls Don't Cry, Walk Like a Man, Rag Doll, December, Oh, What a Night i entre els seus èxits com a solista destaquen cançons com Can't Take My Eyes Off You, You're Ready Now, My Eyes Adored You i Grease.
Valli, Tommy DeVito, Nick Massi i Bob Gaudio –  els membres originals de les Four Seasons –  van ser incorporats al Rock and Roll Hall of Fame el 1990 i al Vocal Group Hall of Fame el 1999.